# Malmö BI

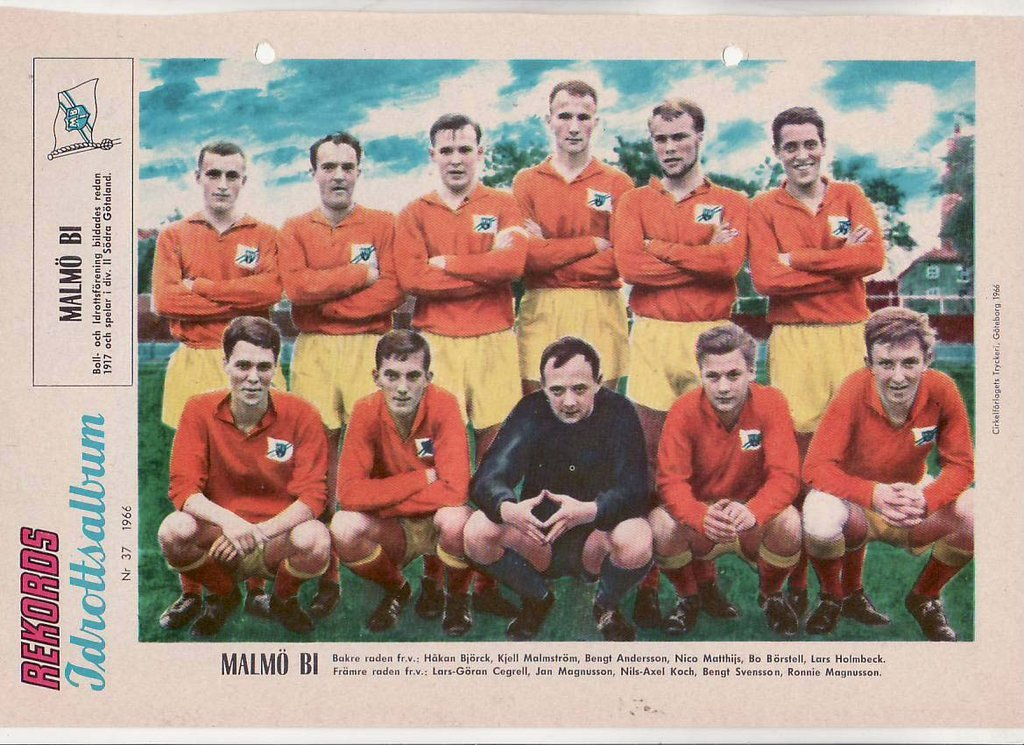
Malmö BI i sina klassiska klubbfärger orangea tröjor och gula byxor, under storhetstiden. Rekordmagasinet 1966.

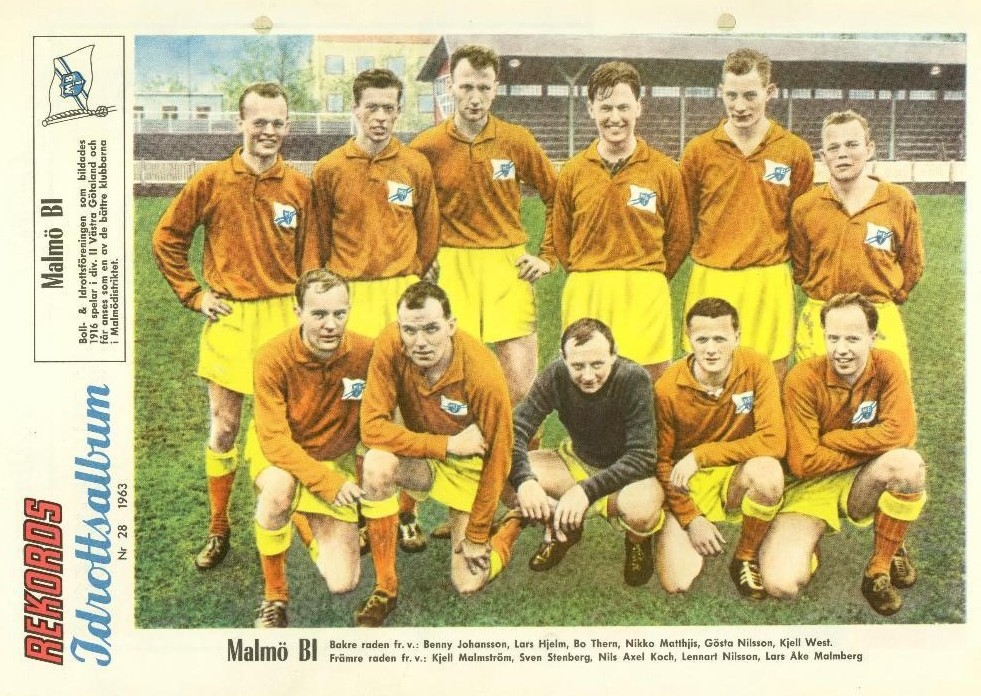
Malmö BI, i sina berömda orange-gula klubbfärger, Rekordmagasinet 1963.

Malmö boll- och idrottsförening (MBI) var en idrottsförening från Malmö i Skåne län, som noterade framgångar inom såväl fotboll som handboll. Föreningen bildades den 4 september 1917. År 2000 slogs föreningen samman med Turk Anadolu FF till Malmö Anadolu BI (MABI), trots motstånd från handbollssektionen. Skälet till sammanslagningen var att fotbollssektionen saknade spelare. Handbollssektionen bröt sig ur MABI 2005 medan fotbollssektionen senare omdanats till FC Rosengård.
Malmö BI:s klubbmärke var en flagga med blåvit sköld innehållandes initialerna MBI. Eftersom klubben bildades under första världskriget var det svårt att få tag i tröjor i rätt färg, varför klubben initialt spelade i röda tröjor. Fr.o.m. säsongen 1933 bestod dock dräkten istället av orange tröja och gula byxor. Föreningen flyttade 1973 till Rosengård.

## Fotboll
I fotboll har MBI spelat 16 säsonger i den näst högsta serien. Säsongen 1937/1938 vann Malmö BI division II södra, vilket innebar allsvensk kvalspel mot seriesegraren i division II västra Degerfors IF. Värmlänningarna visade sig vara för svåra och kunde avancera till Allsvenskan efter 5-1 i dubbelmötet (3-1 och 2-0).
Föreningen var duktig på att fostra talanger, bl.a. Zlatan Ibrahimović även moderklubb och Yksel Osmanovski fostrades i MBI.

## Handboll
Även i handboll har MBI spelat i näst högsta serien. Svenska juniormästare både 1981 och 1982.
När MBI blev MABI ansåg sig handbollssektionen vara förfördelad. Huvudskälet till detta var att fotbollssektionen ansågs lägga beslag på medel som rätteligen tillhörde handbollssektionen, bl.a. togs juridiskt bistånd in för att kräva in pengar till handbollen som fotbollssektionen lagt beslag på. Tilläggas bör att fotbollssektionen genomdrev sammanslagningen med Turk Anadolu FF till MABI för att de saknade spelare, handbollssektionen hade således inget incitament för att stödja sammanslagningen. År 2005 var friktionen så pass stor att handbollssektionen bröt sig ur MABI och åter antog namnet Malmö BI. Denna renodlade handbollsförening hamnade emellertid på obestånd, begärde sig själva ner i seriesystemet från division 2 till division 4 och lades slutligen ned 2007.